# Норвегия на летних Олимпийских играх 1908
Норвегия во второй раз за свою историю участвовала на летних Олимпийских играх 1908 в Лондоне (Великобритания) и была представлена 69 спортсменами в семи видах спорта. Атлеты Норвегии впервые завоевали золотую медаль. Спортсмены этой северной спортивной державы завоевали две золотые, три серебряные и три бронзовые медали. Страна заняла 8-е место в общекомандном медальном зачёте.

## Медалисты
| Медаль  | Спортсмен | Вид спорта            | Дисциплина                                           |
| ------- | --- | --------------------- | ---------------------------------------------------- |
| Золото  | Альберт Хельгеруд | Стрельба              | Мужчины, винтовка из трёх положений, 300 м           |
| Золото  | Альберт Хельгеруд Оле Сетер Гудбран Скаттебё Олаф Сетер Юлиус Броте Эйнар Либерг | Стрельба              | Мужчины, винтовка из трёх положений, 300 м (команды) |
| Серебро | Арне Хальсе | Лёгкая атлетика       | Мужчины, метание копья                               |
| Серебро | Якоб Гундерсон | Борьба                | Мужчины, вольная борьба, свыше 73,0 кг               |
| Серебро | Артур Амундсен Карл Андерсен Трюгве Бёйсен Герман Боне Оскар Бю Сверре Грёнер Пер Еспенсен Оле Иверсен Эуген Ингебретсен Сигурд Йоханнессен Конрад Карлсруд Николай Киер Карл Клет Тор Ларсен Ханс Лем Рольф Лефдаль Андерс Моен Фритьоф Олсен Карл Педерсен Пауль Педерсен Сигвард Сиверстсен Йохан Скратос Харальд Смедвик Андреас Странд Олаф Сювертсен Томас Турстенсен Харальд Хальворсен Харальд Хансен Петтер Холь Отто Эутен | Спортивная гимнастика | Мужчины, командное первенство                        |
| Бронза  | Оле Сетер | Стрельба              | Мужчины, винтовка из трёх положений, 300 м           |
| Бронза  | Эдвард Ларсен | Лёгкая атлетика       | Мужчины, тройной прыжок                              |
| Бронза  | Арне Хальсе | Лёгкая атлетика       | Мужчины, метание копья вольным стилем                |